# José Reynaert
José Reynaert (Beernem, 7 december 1921 – Brugge, 3 februari 2024) was een Belgisch voetballer. Hij speelde voornamelijk bij Royal FC Brugeois, tegenwoordig Club Brugge.

## Carrière
José Reynaert begon zijn voetbalcarrière op 15-jarige leeftijd bij SC Beernem waar ook zijn broers Lionel, Charles en Ghislain in het eerste elftal speelden en zijn vader Achiel voorzitter van de club was. FC Brugeois kwam zijn broer Lionel scouten, maar vroeg uiteindelijk aan José om voor de club in Brugge te komen spelen.
Op 29 april 1938 sloot hij zich aan bij FC Brugeois. Elf maanden later op 26 maart 1939 maakte hij zijn debuut in het eerste elftal tegen Daring Brussel als rechtsbuiten. Als flankspeler was Reynaert vooral aangever, maar wist hij toch zo'n 30 doelpunten te scoren in zijn volledige periode bij Brugge, die werd onderbroken door de Tweede Wereldoorlog. Terwijl bleef hij wel voetballen in regionale competities, maar de Beernemnaar werd op het einde van de oorlog opgepakt door de Duitsers om gedurende zeven maanden in hun wapenfabrieken te gaan werken. In 1946 werd Reynaert in het eerste na-oorlogse voetbalseizoen met FC Brugeois kampioen in de Belgische tweede klasse en bleef er daarna nog een seizoen spelen.
In 1947 verhuisde Reynaert naar Eeklo om er een zaak als zelfstandig kleermaker te beginnen. Hij sloot zijn spelerscarrière af bij de lokale clubs FC en SK Eeklo. In 1971 verhuisde hij met zijn gezin terug naar Beernem. Zijn kleinzoon Joeri Sabbe speelde in de jaren 90 enkele seizoenen als verdediger bij Cercle Brugge, waar hij het tot het eerste elftal schopte.
Reynaert was de laatst nog levende speler die actief was voor de Tweede Wereldoorlog in de hoogste afdeling van het Belgische voetbal. Op 3 februari 2024 overleed hij op 102-jarige leeftijd.